# Kay Linaker
Mary Kay Linaker, auch bekannt als Kate Phillips (*  19. Juli 1913 in Pine Bluff, Arkansas; † 18. April 2008 in Keene, New Hampshire), war eine amerikanische Schauspielerin und Drehbuchautorin, die in vielen Low-Budget-Filmen der 1940er Jahre mitspielte.

## Leben
Kay Linaker besuchte eine Privatschule, später studierte sie an der New York University und spielte dann in vielen Nebenrollen. Später wurde Hollywood auf sie aufmerksam und sie ging einen Vertrag mit Warner Bros. ein. Sie spielte von Mitte der 1930er- bis Mitte der 1940er-Jahre zahlreiche Filmrollen, unter anderem in vier Filmen der Charlie-Chan-Krimireihe. Nach dem Ende ihrer Karriere als Filmschauspielerin und einem Umzug mit ihrem Mann begann sie, Drehbücher für das Fernsehen zu schreiben. Schließlich bekam sie den Auftrag, das Skript für den Science-Fiction-/Horrorfilm Blob – Schrecken ohne Namen (1958) zu schreiben. 
Von 1960 bis zu ihrem Tod unterstützte Linaker die Hampshire Country School. Auch war sie kurze Zeit ehrenamtlich als Lehrerin an einer kleinen Privatschule in New Hampshire tätig.

## Filmografie (Auswahl)
- 1936: The Murder of Dr. Harrigan
- 1936: The Girl from Mandalay
- 1936: Crack-up
- 1937: Charlie Chan in Monte Carlo
- 1937: The Outer Gate
- 1938: The Last Warning
- 1939: Der junge Mr. Lincoln (Young Mr. Lincoln)
- 1939: Charlie Chan in Reno
- 1939: Charlie Chan auf der Schatzinsel (Charlie Chan at Treasure Island)
- 1939: Trommeln am Mohawk (Drums Along the Mohawk)
- 1939: Heaven with a Barbed Wire Fence
- 1940: Die grüne Hölle (Green Hell)
- 1940: Free, Blonde and 21
- 1940: Charlie Chan auf Kreuzfahrt (Charlie Chan’s Murder Cruise)
- 1940: Fräulein Kitty (Kitty Foyle)
- 1940: Die unsichtbare Frau (The Invisible Woman)
- 1941: König der Toreros (Blood and Sand)
- 1941: Blüten im Staub (Blossoms in the Dust)
- 1941: Charlie Chan in Rio
- 1942: Men of Texas
- 1942: Orchestra Wives
- 1943: Immer mehr, immer fröhlicher (The More the Merrier)
- 1944: Die Träume einer Frau (Lady in the Dark)
- 1944: Here Come the Waves